# 여수봉산초등학교
여수봉산초등학교는 대한민국 전라남도 여수시에 있는 공립 초등학교이다.

## 학교 연혁
- 1975년 9월 26일 여수봉산국민학교로 설립 인가
- 1976년 3월 2일 여수봉산국민학교 개교(여수남국민학교 교실 6칸 대여)
- 1977년 2월 24일 여수시 봉산동 산12로 이전
- 1984년 6월 21일 병설유치원 설립인가
- 1996년 3월 1일 현재 교명으로 변경

## 참고 자료
- 여수봉산초등학교 - 한국교육학술정보원 학교알리미